# Telnet
En informàtica, telnet és un protocol que emula un terminal remot per a connectar-se a una màquina multiusuari. Igual que amb el protocol FTP, cal el programari necessari i un protocol específic per aquest servei.
El port que s'utilitza és generalment el 23. Només serveix per accedir-hi en mode terminal, és a dir, sense gràfics, però va ser una eina molt útil per arreglar problemes remotament. També s'ha fet servir per consultar dades a distància, com dades personals accessibles a través de la xarxa, informació bibliogràfica, etc. Els requisits per accedir a aquest servei són molt senzills: conèixer el nom i l'adreça del servidor remot i estar habilitat per a poder utilitzar-lo mitjançant un identificador d'usuari i una contrasenya. Normalment es crida a una aplicació externa que és la que realitza la connexió. En aquest cas s'ha d'indicar la màquina i el login: telnet://maquina.domini@login.
El seu principal problema és de seguretat, ja que tots els noms d'usuari i contrasenyes necessàries per entrar a les màquines viatjaven per la xarxa sense xifrar. Això feia que qualsevol persona que espies el tràfic de la xarxa pogués obtenir aquestes dades i d'aquesta manera accedir també a les màquines. Es va deixar de fer servir quasi totalment, fa uns anys, quan va aparèixer i es va popularitzar l'SSH, que es pot descriure com una versió xifrada de Telnet.